# Amedeo Avogadro
Amedeo Avogadro, gróf (Torino, 1776. augusztus 9. – Torino, 1856. július 9.) olasz fizikus, kémikus. Róla nevezték el az Avogadro-számot és az Avogadro-törvényt.

## Pályája
Tekintélyes piemonti nemesi család sarjaként szülővárosában tanult. 1796-ban avatták az egyházjogtudományok doktorává. Ezután néhány kisebb nyilvános hivatalt viselt, így a francia uralom idején az egyik megye (Eridano département) titkára volt. Fizikai ismereteit autodidakta módon szerezte. 1806-ban a Torinói Egyetemen korrepetitor lett, majd 1809-ben Vercelli gimnáziumában fizikatanár. 1820-ban meghívták a Torinói Egyetem matematika–fizika tanszékére, és amikor e tanszék megszűnt, a számvevőszék tanácsosa lett. 1833-ban Károly Albert király helyreállította a tanszéket, és Avogadro újra ott dolgozott 1850-ig, amikor nyugalomba vonult.

## Munkássága
Számos fizikai és kémiai tartalmú értekezést írt, amelyek részben a torinói akadémia kiadványaiban, az Annales de Chimie et de Physique, az Annali della Società Italiana delle Scienze és másutt jelentek meg. A nevét ismeretessé tevő és utóbb róla elnevezett Avogadro-törvény (benne az Avogadro-számmal) a Journal de Physique 72. kötetében jelent meg 1811-ben. Elméletével kijavította a Dalton-féle egyenértékszámítás hibáját, megalapozta a kémiai atomelméletet.
Mivel azt vizsgálta, hogyan és miért állnak össze az atomok molekulákká, bevezette az atomokat összetartó kötőerők fogalmát, és arra a zseniális következtetésre jutott, hogy azok elektromos természetűek.
Fontosabb műve még a négy kötetes Fisica dei Corpi ponderabili (1837–41).